# Eksperyment „świat jest mały”

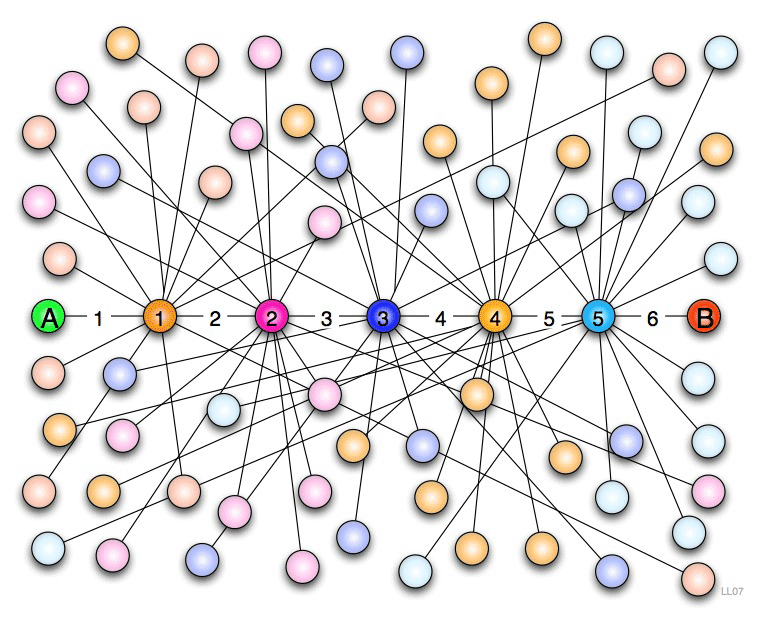
Przedstawienie 6 stopni oddalenia w sieci społeczności

„Świat jest mały” – eksperyment przeprowadzony w 1967 przez psychologa Stanleya Milgrama. Doświadczenie miało stanowić test hipotezy, że członkowie jakiejkolwiek dużej społeczności (w jego przypadku, ludność Stanów Zjednoczonych) mogą być pokrewni sobie dzięki krótkim sieciom pośrednich znajomych.
Aby sprawdzić to twierdzenie, Milgram wprowadził nowatorską metodę wysyłania listów do kilkuset losowo wybranych osób w Nebrasce i Kansas prosząc, by przekazali ten list jego przyjacielowi. Gdyby jednak nie znali go, są proszeni o przekazanie listu komuś, kto według ich wiedzy może być bliższy tej osobie. Większość listów Milgrama dotarła do jego przyjaciela po średnio sześciokrotnym przekazaniu kolejnym osobom.
Jego rezultat, ważne twierdzenie socjologii, nazwany został jako „sześć stopni oddalenia” później spopularyzowany przez Johna Guare’a i nazwany hipotezą o małym świecie.
Wielokrotnie testowano hipotezę o małym świecie w małych społecznościach. Przygotowywany jest projekt, wykorzystujący Internet i pocztę elektroniczną w skali globalnej, celem dalszego badania zjawisk społecznych wynikających z tej hipotezy oraz ją weryfikujących.